# Marcel Felder
Marcel Felder (Montevideo, 9 luglio 1984) è un ex tennista uruguaiano.